# António Ferra
António Ferra (Porto, 1947) é um escritor e artista plástico português. Licenciado em Filologia Germânica pela Faculdade de Letras de Lisboa[carece de fontes?], cidade onde virá a fixar-se, após o início de carreira em Bragança e passagens esporádicas pelo País de Gales e Guiné-Bissau, onde exerceu funções profissionais[carece de fontes?].

## História
Publicou várias obras nas áreas da pedagogia – onde se destaca Pedagogia Centrada na Pessoa – e da literatura para crianças, especialmente teatro representativo das “transformações sociais do pós 25 de Abril”. Nesta área, é autor premiado com a peça Caleidoscópio.
No campo da ficção escreveu Crónicas dos Novos Feitos da Guiné e narrativas curtas, como O Vermelho e o Negro, Olhar o Silêncio, Água e Fogo e Silêncios Comprados. Representado em várias antologias, em 2002 publicou o seu primeiro livro de poesia, Com a Cidade no Corpo, em 2006 A Palavra Passe e em 2010 um livro de poesia satírica - Livro de Reclamações.  Estação Suspensa é, à data, 2009, uma publicação onde inicia um caminho na prosa poética, de que são ainda exemplos Bio grafia e Marias Pardas.
Tem colaboração dispersa em jornais e revistas[carece de fontes?].
Manteve sempre a sua actividade como artista plástico, numa articulação possível com o trabalho de escrita. A exposição, Ur banismos, (Torres Vedras e Lisboa) tem uma temática de habitação periférica, onde também reside grande parte da sua escrita. Salienta-se o tratamento do retrato (exposição em Lisboa, 2014 - Retratos de Nós

## Obras publicadas

### Teatro e contos para a infância e juventude
- Zé Pimpão, João Mandão e os Sapatos Feitos à Mão - 1978 teatro, Edição Ulmeiro
- A Canção de Começar – 1979 teatro, edição Ulmeiro
- Caleidoscópio - 1980 teatro  (Prémio de Teatro da Secretaria de Estado da Cultura); Moraes editora
- Histórias E Teatrada Com Alguma Bicharada 1994, teatro, editora Europress
- O Anjo e o Gato e outras Histórias-2005, Editora Europress
- Meu Reino Por Um Cavalo – 2011 (Plano Nacional de Leitura); editora Trinta por uma linha

### Pedagogia
- Pedagogia Centrada na Pessoa (duas edições, 1981, 1992), Planeta editora
- Aprendizagem e Mudança - 1984, Editora Barca Nova
- Anima- Pedagogia e Animação Comunitária - 1992 - Edição ACSM
- A Casa-Mãe - Romance Pedagógico - 1998, Planeta editora

### Poesia e Pintura
Nas Coxas do Tempo, pinturas em coedição com Wanda Ramos (poemas), plaquette, 1970
- Norte - 1986, plaquette, edição de autor
- O Desemprego dos Dias - 2005, plaquette, edição de autor

### Poesia
- Com a cidade no Corpo - 2002 , edição CM Lisboa
- A Palavra Passe, 2006,[3] Editora Campo das Letras
- Livro de Reclamações, Editora Fabula Urbis, 2010[4]
- Dos Livros levanta-se um pássaro - edição de autor, 2017
- Cantigas de Santa Maria - edição de autor, 2019
- Clara em Castelo , edição Douda Correria, 2020
- Estrada de cinza, edição Eufeme, 2021
- A poesia ri unida, edição Eufeme, 2022
- lengas e narrativas, edição Humus, 2022
- jogos telúricos (um fio de nylon em pleno deserto) edição Humus, 2024
- sem abrigo em verso branco - edição de autor, 2025

### Narrativa poética
- Crónica dos Novos Feitos da Guiné –  Europress, 1996[5]
- O Vermelho e o Negro  - (separata) 2004,
- Olhar o Silêncio - 2005 - Europress
- Água e Fogo, Coleção Gema, Europress 2006[3]
- Silêncios Comprados, Coleção Gema, Europress 2006[3]
- Estação Suspensa  - 2009 - Colecção gema,Europress
- Bio grafia, Coleção Gema nº5, Europress 2011[6]
- Marias Pardas - &etc  2011
- Fugindo de Todos os Fogos - colecção Gema nº 6, Europress 2016
- Já próximo dos anjos - edição de autor - 2018
- BLUFF  - edição Douda Correria, 2019
- Periferias da Luz - edição Eufeme, 2019
- a primeira pedra - edição de autor, 2023

### Participações
- Nas Antologias de poesia da editora D .Quixote: “Ao Porto” , “Encantada Coimbra” e “Algarve Todo o Mar”
- Na colectânea de Contos “O Homem em Trânsito” da editora Indícios de Oiro
- Na Antologia de Poesia "Os Dias do Amor" da editora Ministério dos Livros
- Na Antologia de Poesia "Divina Música", Conservatório de Música de Viseu
- Na Antologia "só à noite os gatos são pardos", Associação de Protecção Animal
- Na Revista de Poesia "Saudade"
- Na revista Forum das Letras (Associação Portuguesa de escritores-juristas)
- Cintilações da Sombra III (Antologia, ed Labirinto)
- Salamanca, Raiz de Piedra y Letras - Antologia de Poesia Iberoamericana (Ed Labirinto, 2017)
- Na Revista Eufeme
- Na revista Logos
- Na Revista Ideia
- Na Revista (online) Oresteia
- Na Revista O escritor (APE)